# F.T.J. Gram
Frederik Terkel Julius Gram (26. august 1816 på Knuthenborg – 3. juni 1871 i København) var en dansk retslærd, far til Christian og Richard Gram.
Gram blev student fra Borgerdydskolen på Christianshavn 1835, cand. jur. 1841, 1842 volontær i Danske Kancelli, 1847 lektor, 1849 ordentlig professor ved universitetet, 1856 tillige ekstraordinær assessor i Højesteret, 1868 dr. jur. honoris causa i Lund. 1859 blev han provst ved Kommunitetet og Regensen, 1870 medlem af kommissionen om en ny sø- og handelslovgivning. 1865-66 var han rektor for Københavns Universitet. 18. januar 1858 blev Gram Ridder af Dannebrog og 1867 etatsråd.
Under et studieophold i Tyskland, Frankrig og Belgien 1844—46 hørte Gram og omgikkes særlig repræsentanter for statsretten, straffe- og fængselsretten samt retshistorien, i Tübingen således blandt andre Robert von Mohl, C.R. Köstlin og C.G. Bruns, i Bryssel Heinrich Ahrens og Édouard Ducpétiaux, men det blev ingen af de omtalte discipliner, men derimod civilretten, særlig formueretten, han i hjemlandet viede sine kræfter.
Det var ved J.E. Larsens eksaminatorier — for at bruge Grams eget udsagn —, at "Retsvidenskabens Lys opgik for ham", og han nævner selv Larsen som den, hvem hans store og indflydelsesrige værk Den danske Formueret (I, 1855, 2. udgave 1858, II, 1—2, 1860 og 1864. Med Sagregister 1865) særlig skylder sin tilblivelse. Ligesom Larsen var Gram en fortsætter af A.S. Ørsteds gerning. På det praktiske retslivs tarv var hans arbejde i første linje rettet. Skønt han fuldt ud forstod og vurderede F.C. Bornemanns videnskabelige betydning, lå dennes spekulative behandling af retsproblemerne ham fjernt.
Foruden sit ovennævnte værk, der beherskede dansk formueret, indtil det afløstes af A.C. Evaldsens og Julius Lassens arbejder, skrev Gram Den private Søret efter Dansk Lovgivning (1851), vistnok hans originaleste og bedste værk, universitetsprogrammet Om Ægtepagter efter dansk Ret (1863), Om de private Retsforhold i Almindelighed (1865), Om Loves Anvendelse og Fortolkning (1865) og Forelæsninger over Den danske Familieret (1868), i "Nordisk Universitets-Tidsskrift III (1857) og IX (1863), varmtfølte karakteristikker henholdsvis af J.E. Larsen og F.C. Bornemann.
Gram var en mand med mangesidige, særlig historiske og kunsthistoriske, interesser, en vennesæl og human natur. De sidste egenskaber prægede helt igennem hans virksomhed som Regensprovst. Hans milde og dog bestemte, liberale styre afløste på en velgørende måde filologen professor F.C. Petersens i stædig konservatisme og snæver formalisme stivnede regimente. Gram betragtedes som en fader af sine alumner. Han var dem alle en forstående og hjælpsom ældre ven.